# 李豪 (作家)
李豪（1989年2月3日—），臺灣詩人、作家，國立臺灣師範大學特殊教育學系畢業，雙主修表演藝術學士學位學程。新北市三重人，著有詩集：《自討苦吃的人》、《瘦骨嶙峋的愛》、《傾國傾城的夢》；文集：《剩下的盛夏只剩下了盛夏》、《厭世者求生指南》。獲網路溫度計調查台灣十大人氣新生代詩人之一。作品曾被摘選於《2018臺灣詩選》、普通型高中國文輔助教材《國寫之鑰──主題式思辨寫作（四）》（三民書局）、國中國文習作教材（康軒文教出版社）、北區學測模擬考試題等。
早期以時尚部落客展露頭角，職業生涯則多任職於雜誌與數位媒體，曾於No!!Magazine、Dappei、小日子享生活誌以及VERSE，分別擔任過主編輯與行銷企劃主任。
曾於2019年創立臉書社團新・路上觀察學院，至2021年被臉書停權時，成員人數已達高峰21萬人，將「路上觀察」普及為網路社群文化的濫觴，現經營社團路上文案觀察學院。

## 著作

### 文集
| 書名                       | 出版社   | 出版日期       |
| -------------------------- | -------- | -------------- |
| 《剩下的盛夏只剩下了盛夏》 | 皇冠文化 | 2020年5月4日   |
| 《厭世者求生指南》         | 遠流出版 | 2020年10月29日 |

### 詩集
| 書名             | 出版社   | 出版日期       |
| ---------------- | -------- | -------------- |
| 《自討苦吃的人》 | 采實文化 | 2018年9月6日   |
| 《瘦骨嶙峋的愛》 | 采實文化 | 2019年8月29日  |
| 《傾國傾城的夢》 | 采實文化 | 2021年12月28日 |

### 合著
| 書名                              | 其他作者                    | 出版社   | 出版日期      |
| --------------------------------- | --------------------------- | -------- | ------------- |
| 《台北字遊行》 給散步者的冒險筆記 | 夏宇童 簡莉穎 崔舜華 陳繁齊 | 時報出版 | 2024年1月16日 |

## 外部連結
- 李豪的Facebook專頁
- 李豪的Instagram帳戶